# Abū Tālib al-Makkī
Abū Tālib al-Makkī est un ascète soufi qui vécut et enseigna à La Mecque, à Basra et à Bagdad, où il mourut en 986/996. Son ouvrage Qūt al-qulūb (« la nourriture des cœurs ») eut une influence importante sur des auteurs comme al-Ghazālī ou Rumi, et sur plusieurs auteurs de l'Inde médiévale.

## Biographie
On sait très peu de choses sur la vie d'Al-Makki. Il serait né en Iran, quelque part dans la province appelée Jibâl (« montagnes »), vaste zone du centre-ouest, qui englobait généralement les villes de Ispahan, Zanjan, Qazvin, Hamadan, Dinavar et Ray. On ne peut localiser plus précisément le lieu de sa naissance, mais à lire les Tabaqât al-sûfiyya (« Biographies des soufis ») de Sulami, plusieurs soufis ont vécu dans la région du Jibâl.
Selon les sources sur la vie d'Al-Makki, il se serait rendu à la Mecque où il séjourna un certain temps. Il s'y est sans doute rendu dans sa jeunesse et y a réalisé la majeure partie de sa formation.

## Influence
Ghazālī transcrivit dans son Ihyā’ des pages entières de son Qūt al-Qulūb, un des premiers traités de soufisme, et, sans doute, s’en inspira-t-il, sans forcément le mentionner, dans d’autres de ses ouvrages. 
Al-Makki est un de ceux qui commentèrent longuement et attribuèrent les vers des deux amours à Rābi‘a ; il consacra aussi plusieurs pages à la vie de la sainte.